# Verbena scabrella
Verbena scabrella — вид рослин родини Вербенові (Verbenaceae), ендемік Центральної Мексики.

## Поширення
Ендемік Центральної Мексики.